# Audyt marketingowy
Audyt marketingowy – weryfikacja, analiza i ocena działań marketingowych przedsiębiorstwa mająca na celu identyfikację mocnych i słabych stron oraz wskazanie obszarów wymagających poprawy. Proces ten obejmuje przegląd strategii, narzędzi, kampanii oraz wyników działań marketingowych w kontekście celów biznesowych. Celem audytu jest optymalizacja działań, zwiększenie efektywności prowadzonych przez przedsiębiorstwo przedsięwzięć  oraz osiągnięcie lepszych wyników finansowych. Przeprowadzenie audytu marketingowego umożliwia przedsiębiorstwom lepsze zrozumienie warunków rynkowych oraz poprawę komunikacji z klientami.
Elementy audytu marketingowego to:
- Analiza     otoczenia zewnętrznego: badanie rynku, konkurencji, trendów rynkowych oraz czynników makroekonomicznych, które mogą wpływać na działalność firmy.
- Analiza wewnętrzna: ocena strategii marketingowej, struktury organizacyjnej, zasobów ludzkich, finansowych i technologicznych, a także procesów     marketingowych. Analiza wewnętrzna ma za zadanie sprawdzić efektywności działań marketingowych oraz sposób zarządzania budżetem marketingowym[4].
- Analiza celów marketingowych: segmentacji rynku, pozycjonowania oraz strategii produktowej, cenowej, dystrybucyjnej i promocyjnej. Audyt marketingowy sprawdza, czy obecne strategie są skuteczne i zgodne z celami biznesowymi.